# Érdi Mária
Érdi Mária (Budapest, 1998. február 18. –) világ- és Európa-bajnok magyar vitorlásversenyző.

## Sportpályafutása
2013-ban aranyérmes volt a byte C II osztály ifjúsági világbajnokságán. Ezzel az eredményével kvalifikálta magát az ifjúsági olimpiára  Az Európa-bajnokságon ezüstérmet szerzett. 2014-ben harmadik lett az ifjúsági világbajnokságon. Ugyanebben az évben az ifjúsági Eb-n byte osztályban ezüst-, laser osztályban bronzérmet szerzett szerzett.  Az ifjúsági laser radial világbajnokságon a 17 évesek között első, a 19 év alattiak között második lett. A 2014. évi nyári ifjúsági olimpiai játékokon 11. helyezést ért el. A 2014-es felnőtt laser világbajnokságtól visszalépett, mert edzője betegsége miatt nem tudott jelen lenni.
2015-ben az U19-es laser radial osztályban világ- és Európa-bajnok lett. A felnőtt világbajnokságon 42. helyezést ért el. 2016 áprilisában olimpiai kvótát szerzett. Az olimpián 14. volt. Az év végén negyedik lett az ifjúsági világbajnokságon.
2017-ben a világbajnokságon 20. helyezést ért el. 2018-ban ötödik volt az Európa-bajnokságon. A világbajnokságon 8. helyen végzett a Laser Radial hajóosztály versenyében, ezzel kvótát szerzett a 2020-as olimpiára. 2019 májusában kilencedik helyezést ért el az Európa-bajnokságon. A 2019-es világbajnokságon 21. helyezést ért el. Augusztusban Laser Radialban bronzérmes lett a Enosimában megrendezett előolimpián. 2020 februárjában bejelentette, hogy nem indul a világbajnokságon. A tokiói olimpián laser radial osztályban 13. helyen végzett.
A 2022-es világbajnokságon ötödik volt. Az Európa-bajnokságon nyolcadik helyen végzett. 2023 márciusában bronzérmes lett a Európa-bajnokságon. Augusztusban világbajnoki címet szerzett. 2023-ban az év magyar sportolónőjének választották. A 2024-es világbajnokságon az utolsó futamot műszaki hiba miatt a hatodik helyről feladta. Ezzel a helyezéssel ötödikként jutott volna a döntőbe. A rendezők által biztosított hajókon egy típus hiba miatt korábban két csavart kicseréltek. Érdi hajóján ezt nem végezték el, ami a meghibásodáshoz vezetett. A zsűri emiatt méltányossági pontokat adott a magyar versenyzőnek, aki így a kilencedik helyen kezdhette meg az éremfutamot, amit megnyert. Ezzel hetedik helyen végzett a világbajnokságon. A következő hónapban Európa-bajnokságot nyert.
A 2024-es párizsi olimpián, bár éremesélyesként indult, egy régóta vissza-visszatérő deréksérülése kiújult, így eredményei elmaradtak a várttól. Érdi saját közösségi oldalán ezzel kapcsolatban azt írta, hogy bár a fájdalmak miatt megfordult a fejében, hogy feladja a versenyt, végül úgy döntött, végigvitorlázza az olimpiát. Összesítésben a 14. helyen zárta az ötkarikás játékokat. Szeptemberben megműtötték.
A 2025-ös Európa-bajnokságon huszadik lett.

## Díjai, elismerései
- Az év magyar vitorlázója: 2013, 2014, 2015, 2016,[32] 2017,[33] 2018,[34] 2019,[35] 2020,[36] 2021,[37] 2022,[38] 2023,[39] 2024[40]
- Az év magyar sportolója: 2023[41]